# Lao hạch (ngoại biên)
Lao hạch là dạng nhiễm lao ngoài phổi phổ biến nhất. Lao hạch là bệnh mạn tính, đặc trung bởi tình trạng viêm hạt của hạch lympho cùng hoại tử bã đậu, gây ra bởi Mycobacterium tuberculosis hoặc các vi khuẩn liên quan.
Đặc điểm mô bệnh học đặc trưng là tổn thương viêm hạt do lao (lao hoại tử bã đậu). Bao gồm tế bào khổng lồ đa nhân và tế bào Langhans, bao quanh bởi tế bào biểu mô, lympho T và nguyên bào sợi. Tổ chức viêm lao tạo thành trung tâm hoại tử bã đậu và có xu hướng nhuyễn hóa, thay thế các mô lympho.

## Nguyên nhân
Lao hạch cũng do nguyên nhân hay gây lao phổi nhiều nhất đó là Mycobacterium tuberculosis. Ngoài ra còn gặp M. bovis, M. kansasii, M. fortuitum, M. marnum, và M. ulcerans.

## Triệu chứng
Ngoài triệu chứng sưng hạch, được gọi là hạch viêm, bệnh nhân có thể sốt nhẹ, chán ăn hoặc sút cân.

## Chẩn đoán
Cần sinh thiết để chẩn đoán lao hạch ngoại biên. Các bước khác để chẩn đoán bao gồm: xét nghiệm tuberclin dương tính, X quang ngực thẳng, CT scan, chọc hút/sinh thiết(FNAC), nhuộm AFB, and mycobacterial culture.

## Điều trị
Rạch hạch dẫn lưu dịch kèm thuốc chống lao.
Phác đồ điều trị thuốc chống lao thường kéo dài từ 6 tháng đến 1 năm. Triệu chứng có thể nặng lên trong quá trình điều trị.

## Dịch tễ
Lao hạch hay gặp nhiều ở các nước đang phát triển, đặc biệt ở người nhiễm HIV/AIDS.